# Цианорус
Циано́рус (лат. Cyanorus singularis) — вид проартикулят, близкий к Spriggina и Marywadea, типовой и единственный в роде Cyanorus.
Цианорус был мелким организмом с очень мягкими покровными тканями. Поскольку эти ткани в ископаемом состоянии сохранились плохо, границы изомеров видны только по краям некоторых образцов. Передняя часть тела образовала область головы и, вероятно, не была сегментирована. Аксиальная структура в каждом образце сохранилась гораздо лучше (хотя и не полностью). Две пары самых больших, многократно разветвлённых, придатков расположены в передней части тела окаменелости и направлены в направлении от осевой части к краям. В целом, осевая структура животного сочетает в себе черты видов вендии и дикинсонии.
Окаменелые остатки были найдены в верхних эдиакарских отложениях Белого моря на Онежском полуострове в Архангельской области. Название рода образовано от др.-греч. κυάνεος ὄρος — «Синяя Гора», в честь названия одноимённой местности, где были найдены ископаемые остатки. Видовое название переводится как «единственный в своём роде», «своеобразный». Голотипом является образец ПИН 4853/81. Всего известно 12 экземпляров от 3,3 до 11 миллиметров длиной и от 1,9 до 6 миллиметров шириной. Длина и ширина голотипа составляет 8,8 и 4,2 миллиметра соответственно.
Цианорус вымер во время позднего докембрия.